# نمایه مقالات مرتبط با اینترنت
این نمایه شامل واژگان مرتبط با اینترنت است.

## آ
آآرنت - ابتدا کوتاه‌ترین مسیر را انتخاب کردن - ابلین نت‌ورک - اپرا (مرورگر وب) - اپل‌تاک - اترنت - اثر اسلش دات - اثرات روانشناختی استفاده از اینترنت - اچ‌تی‌ام‌ال - آداب معاشرت در دنیای تکنولوژی - آراس‌ای - آرتی‌پی - آرچی (موتور حستجو) - ارز دیجیتال - اسپم - اسکادا - اسمایلی - آسیا-پسیفس نت‌ورک اینفورمیشن سنتر - اشتراک پرونده - ال‌دپ - اصالت‌سنجی - اصطلاحات اینترنتی - اعتیاد به رایانه - اکس ۲۵ - اکس‌ام‌ال - اکسترانت - آمریکن رجیستری فور اینترنت نامبرز - امنیت لایه انتقال - ان‌اس‌دی - اندیشکده - اوریتینگ۲ - آی‌آرسی - ای‌اوال - ایرپورت - ای‌بی - آی‌تریپل‌ئی ۸۰۲٫۱۱ - ایزو ۸۶۰۱ - ایزو/آی‌ئی‌سی ۸۸۵۹–۱ - آی‌سی‌ام‌پی - آی‌سی‌کیو - آیکان - ایمیل - اینترانت - اینترنت - اینترنت۲ - الگوی جزء تشکیل دهنده شیء

## ب
ببل فش - بوکمارک - بی‌بی‌اس - بازپخش قاب - بایگانی اینترنت - بانکداری الکترونیک - برخط و برون‌خط - برگردان نشانی شبکه - برنامه کاربردی وب - بلوک پیام سروربانکداری الکترونیک - برخط و برون‌خط - برگردان نشانی شبکه - برنامه کاربردی وب - بلوک پیام سرور

## پ
پروتکل دسترسی به پیکربندی برنامه - پروتکل دروازه‌ای مرزی - پروتکل ارتباطات - پروتکل تفکیک آدرس - پخش ویدئوی دیجیتال - پرسشگان - پروتکل انتقال فایل - پروتکل مسیریابی بردار فاصله
پروتکل امن انتقال ابرمتن - پروتکل انتقال ابرمتن - پروتکل اینترنت - پروتکل اینترنت نسخه ۴ - پروتکل اینترنت نسخه ۶ - پورنوگرافی کودکان - پیام‌رسانی فوری - پاپ (پروتکل) - پاول موکاپتریس - پرتال وب - پرل - پروتکل ارتباطات - پروتکل آسان مدیریت شبکه - پروتکل اطلاعات مسیریابی - پروتکل جریان بلادرنگ - پروتکل زمان شبکه - پروتکل کاربردی بی‌سیم - پروژه گوتنبرگ - پل ویکسی - پنهان‌نگاری - پوسته ایمن - پویش پورت‌ها - پی‌پل - پی‌جی‌پی (نرم‌افزار) - پینگ

## ت
توزیع دیجیتال - تغییر مسیر نشانی وب - تعامل انسان و رایانه - تمام اساس تو مطعلق به ماست - تاریخ اینترنت - تبادل بسته بین‌شبکه‌ای - ترول (اینترنت) - تأثیرات اجتماعی یوتیوب - تایم تو لیو - تجارت الکترونیک - ترافیک وب - تلگراف - تلنت - تله پرینتر - تئودور هولم نلسون

## ث
ثبت‌نام دامنه اینترنتی

## ج
JPEG - جان پاستل - جاوا اسکریپت - جاوا اپلت - جیمز اچ کلارک - جامعه اینترنت - جایزه چارلز استارک دراپر - جی‌استور - جاسوس‌افزار

## چ
چندپخشی - چریس روت

## ح
حالت انتقال ناهمگام - حمله محروم‌سازی از سرویس

## خ
خبرگزاری - خدمات وب - خط اشتراک دیجیتال - خط اشتراک دیجیتال نامتقارن - خودپرداز - خوراک‌خوان

## د
دارپا -دارک‌نت - دامنه سطح‌بالا - دانشگاه برکلی - دایرکت‌تی‌وی - درخواست نظر - دسترسی به اینترنت - دسترسی چندگانه با قابلیت شنود سیگنال حامل - دسترسی سراسری به اینترنت - دفاع در برابر مهندسی اجتماعی - دلیشز (وبگاه) - دموکراسی الکترونیکی - دوست مکاتبه‌ای - دیجیتال ایکویپ‌منت کورپوریشن - دیسک ایمیج - دیش نتورک - دیوار آتش

## ر
رادیو اینترنتی - راه‌گزینی بسته کوچک - رایانش - رایانه - رد هت - رساننده خدمات اینترنتی - رسانه گروهی - رسانه‌های اجتماعی - رهیاب - رهیاب هسته‌ای - روزنامه‌نگاری سیاسی - روش دسترسی به کانال

## س
ساعت هماهنگ جهانی - سافاری (مرورگر وب) - سامانه خودگردان (اینترنت) - سامانه نام دامنه - سانسور اینترنت - سایبرپانک - سایبرسکس - ستون فقرات اینترنت - سرقت هویت - سرگی برین - سرور وب - سکوی جاوا - سیستم فایل شبکه‌ای - سیستم نسخه‌های هم‌روند - سیسکو سیستمز

## ش
شبکه خصوصی - شبکه دیجیتالی خدمات یکپارچه - شبکه رایانه‌ای - شبکه شبکه‌ها - شبکه شخصی - شبکه کلان‌شهری - شبکه گسترده - شبکه محلی - شبکه مخابراتی - شبکه‌های بی‌سیم پهن‌باند - شبکه‌های بی‌سیم موردی - شخصیت یوزنت - شعله (اینترنت) - شکاف دیجیتالی - شماره‌گیری

## ص
صدا روی پروتکل اینترنت - صفحه نخست - صفحه وب

## ط
طراحی وب

## ع
عبارت باقاعده - عدم انکار - عصر اطلاعات

## ف
فایرفاکس - فایروال حالتمند - فضای سایبر - فلاپی‌دیسک - فن فیکشن - فهرست عددهای درگاه تی‌سی‌پی و یودی‌پی - فهرست کنترل دسترسی - فهرست وب - فیبر نوری - فیلترشکن - فیلترینگ بوگون - فهرست پست‌سپاری الکترونیک

## ق
قانون متکالف - قرارداد اینترنت خط سریال - قرارداد پیام‌گزینی - قرارداد پیکربندی پویای میزبان - قرارداد داده‌نگار کاربر - قرارداد ساده نامه‌رسانی - قرارداد مدیریت گروه اینترنت - قرارداد نقطه‌به‌نقطه - قرارداد هدایت انتقال

## ک
کارگروه مهندسی اینترنت - کتاب - کپی امن - کربرس - کرم رایانه‌ای - کرم موریس - کلیسای جامع و بازار - کنترل والدین - کوئیک‌تایم - کی‌ان‌ایکس (استاندارد) - کیت توسعه نرم‌افزار - کیفیت خدمات

## گ
گروه کانونی - گکو (رایانه) - گنو - گوفر - گوگل - گوگل بیس - گوگل کروم

## ل
لایکس - لایو ژورنال - لری پیج

## م
مای‌اسپیس - مایکروسافت اس‌کیوال سرور - متعادل نمودن بار ترافیکی - مجموعه پروتکل اینترنت - مخابرات - مدل اتصال متقابل سامانه‌های باز - مدولاسیون - مدیا پلیر - مدیریت محتوای سازمانی - مرورگر وب - مسیریابی (شبکه) - ملیسا (ویروس رایانه‌ای) - منطقه غیرنظامی (رایانش) - منوت اواس - مهندسی ترافیک (مخابرات) - موتور جستجوی وب - مودم - مودم کابلی - موزیلا تاندربرد - میزبانی وب

## ن
ناتلا - نامه زنجیره‌ای - نپستر - نت‌اسکیپ کامیونیکیتور - نت‌بایوس - نرم‌افزار کنترل محتوا - نشانی آی‌پی - نشانی وب - نشر - نفرت‌پراکنی - نقطه دسترسی بی‌سیم - نمایه وب - نوول

## و
واسط دروازه مشترک - وای-فای - وب ۲٫۰ - وب ۳٫۰ - وب جهان‌گستر - وب‌بین - وب‌کامیک - وبگاه آینه‌ای - ورز - ویکی (نرم‌افزار) - ویکی‌پدیا - ویکی‌ویکی‌وب - ونتن سرف

## ه
همتابه‌همتا (رایانه) - هوئیز

## ی
یاهو! - یوآرآی - یوزنت